# Alfred Marter
Alfred Marter (* 15. April 1934 in Braunsberg, Preußen; † 1998) war ein deutscher Diplomat. Er war Botschafter der DDR in Syrien, Frankreich und Italien. 

## Leben
Marter, Sohn eines Bauarbeiters, trat 1949 der Freien Deutschen Jugend bei. 1953 legte er sein Abitur ab. Anschließend studierte er von 1953 bis 1956 an der Deutschen Akademie für Staats- und Rechtswissenschaft in Potsdam-Babelsberg. Das Studium schloss er als Diplom-Staatswissenschaftler ab. 1955 trat Marter der Sozialistischen Einheitspartei Deutschlands bei. 
1956 wurde Marter Mitarbeiter des Ministeriums für Auswärtige Angelegenheiten der DDR (MfAA). Er war zunächst Referent, dann Oberreferent in der Abteilung Arabische Staaten. Ab 1959 fungierte er als Attaché bzw. Vizekonsul am Generalkonsulat der DDR in der Vereinigten Arabischen Republik in Kairo. Ab 1962 war er als Sektorenleiter der Kulturabteilung wieder im MfAA in Berlin tätig. 1965 wurde er Konsul in Syrien, dann stellvertretender Leiter der DDR-Handelsvertretung in Ägypten. 1967/68 wirkte er als Sektorenleiter in der Abteilung Arabische Staaten des MfAA. 1968/69 war Marter Leiter des Generalkonsulats und von 1969 bis 1972 schließlich Botschafter der DDR in Syrien. Von 1972 bis 1978 war Marter Sektorenleiter, dann bis 1984 stellvertretender Leiter der Abteilung Internationale Beziehungen des MfAA. Von Dezember 1984 bis 1990 war Marter Botschafter der DDR in Paris, vom 18. April bis zum 15. September 1990 schließlich Botschafter in Rom, dort auch zuständig für Malta.
Im Februar 1990 beantragte Marter in Straßburg bei der Parlamentarischen Versammlung des Europarates die Aufnahme der DDR als Gastmitglied.

## Auszeichnungen
- Vaterländischer Verdienstorden in Bronze (1971) und in Silber (1977)
- Orden „Banner der Arbeit“ (1981, 1983)